# توم باين
توم باين (بالإنجليزية: Tom Payne)‏ (و. 1982 – م) هو ممثل من المملكة المتحدة . ولد في تشيلمسفورد .

## التعليم
تعلم في المدرسة المركزية للخطابة والدراما ‏

## روابط خارجية
- توم باين على موقع IMDb (الإنجليزية)
- توم باين على موقع ألو سيني (الفرنسية)
- توم باين على موقع أول موفي (الإنجليزية)
- توم باين على موقع قاعدة بيانات الأفلام السويدية (السويدية)
- توم باين على موقع قاعدة بيانات الفيلم (الإنجليزية)
- توم باين على موقع كينوبويسك (الروسية)